# NGC 3001
NGC 3001 је спирална галаксија у сазвежђу Шмрк (Пумпа) која се налази на NGC листи објеката дубоког неба.
Деклинација објекта је - 30° 26' 13" а ректасцензија 9h 46m 18,5s. Привидна величина (магнитуда) објекта NGC 3001 износи 11,8 а фотографска магнитуда 12,6. Налази се на удаљености од 36,668 милиона парсека од Сунца. NGC 3001 је још познат и под ознакама ESO 434-38, MCG -5-23-14, UGCA 183, AM 0944-301, PGC 28027.